# 정동철
정의현(1992년 1월 20일 ~ )는 대한민국의 전 축구 선수로, 포지션은 공격수이다.